# Coronación de Napoleón

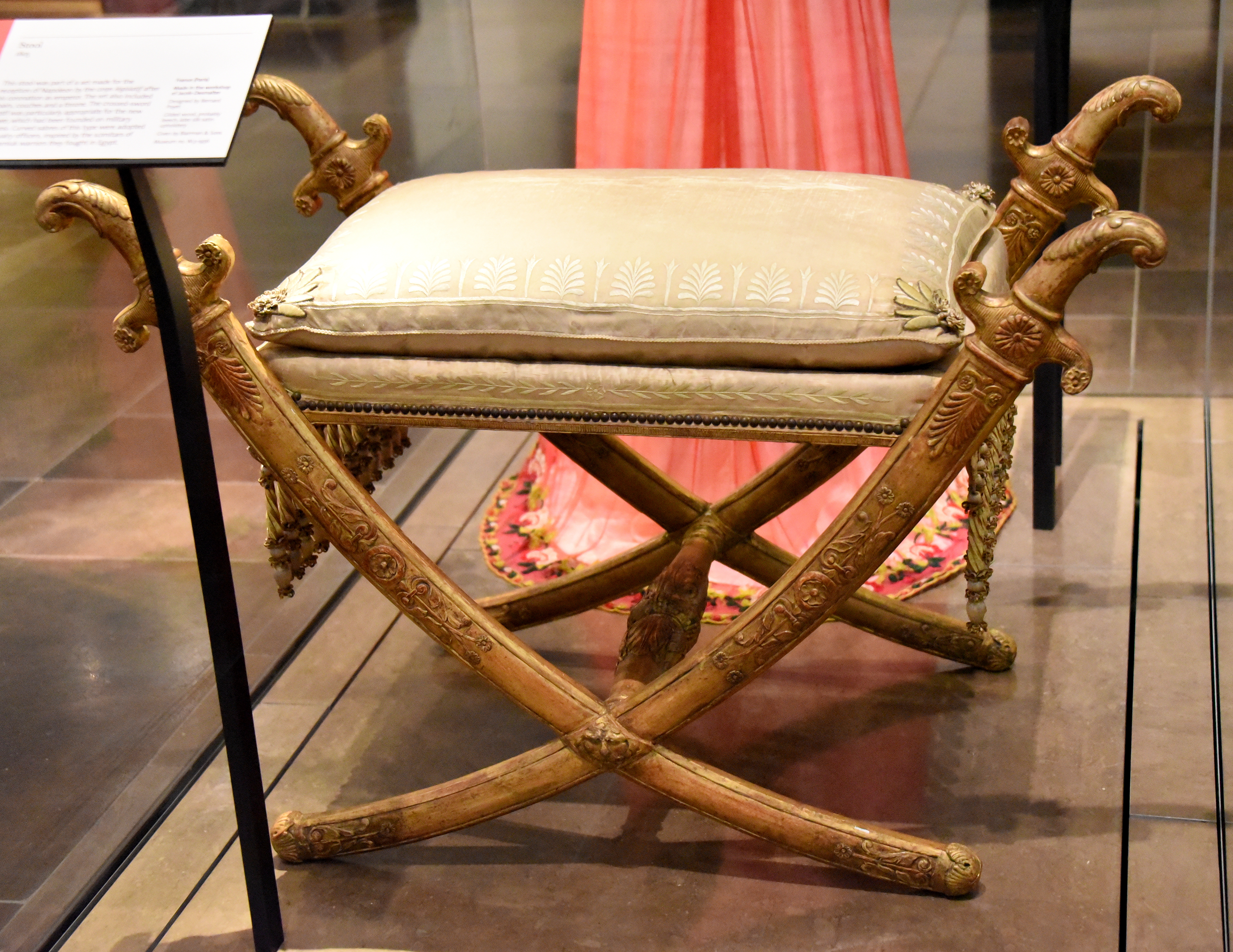
La silla curul que formaba parte de un decorado realizado para la recepción de Napoleón por el cuerpo legislativo después de su coronación como emperador. Realizado en el taller de Jacob-Desmalter y diseñado por Bernard Poyet, 1805

Napoleón fue coronado Emperador de los franceses el domingo 2 de diciembre de 1804 (11 de Frimaire, Año XIII según el calendario republicano francés), en Notre-Dame de París en París. Marcó «la instanciación del imperio moderno» y fue una «pieza de propaganda moderna transparentemente ideada».
Napoleón quería establecer la legitimidad de su reinado imperial, con su nueva dinastía y su nueva nobleza. Para ello, diseñó una nueva ceremonia de  coronación a diferencia de la utilizada para los reyes de Francia, que había enfatizado la consagración (sacre) y unción del rey y que fue conferida por la arzobispo de Reims en la Catedral de Reims. La de Napoleón fue una ceremonia sagrada celebrada en la gran catedral de Notre Dame de París en presencia del Papa Pío VII.  Napoleón reunió varios ritos y costumbres, incorporando ceremonias de la tradición de la Carolingia, del Antiguo Régimen y de la Revolución Francesa, todo ello presentado con un suntuoso lujo.
La Constitución del Año XII, promulgada el 28 de floreal (18 de mayo de 1804) bajo la forma de senadoconsulto orgánico, había conferido el gobierno de la República Francesa a un emperador, que tomaría el título de «emperador de los franceses», y había establecido que «la dignidad imperial es hereditaria en la descendencia directa, natural y legítima de Napoleón». La elevación de Napoleón a emperador fue aprobada por los ciudadanos franceses de forma abrumadora en el Reférendum constitucional francés de 1804. Entre las motivaciones de Napoleón para ser coronado estaban las de ganar prestigio en los círculos internacionales monárquicos y católicos y sentar las bases de una futura dinastía.: 243 

## Preparación
Cuando el papa Pío VII aceptó acudir a París para oficiar la coronación de Napoleón, se estableció inicialmente que se seguiría la liturgia de coronación en el Pontifical Romano. Sin embargo, tras la llegada del Papa, Napoleón persuadió a la delegación papal para que permitiera la introducción de varios elementos franceses en el rito,  como el canto del Veni Creator seguido de la colecta de Pentecostés para la procesión de entrada del monarca, el uso del crisma en lugar del óleo de los catecúmenos para la unción, aunque se utilizaron las oraciones de la unción romana, la colocación del óleo sagrado en la cabeza y las manos en lugar del brazo derecho y la nuca, y la inclusión de varias oraciones y fórmulas de las coronaciones de los reyes franceses, para bendecir las galas al ser entregadas. En esencia, se combinaron elementos franceses y romanos en un nuevo rito único para la ocasión. Además, el rito especial compuesto ad hoc permitió a Napoleón permanecer mayormente sentado y no arrodillado durante la entrega de las galas y durante varias otras ceremonias, y redujo su aceptación del juramento exigido por la Iglesia al principio de la liturgia a una sola palabra.[cita requerida]

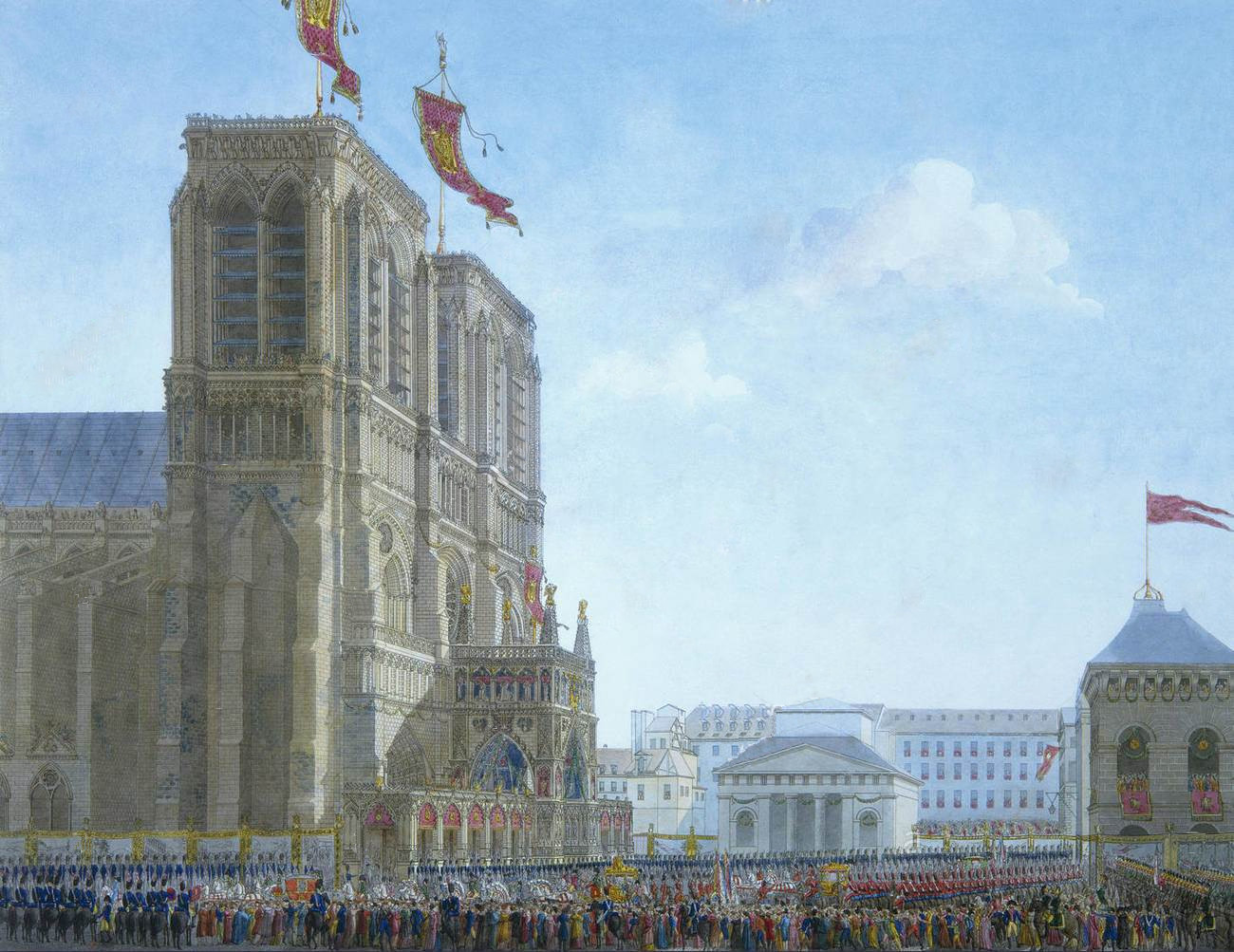
Llegada de Napoleón a Notre-Dame para su coronación

No queriendo ser un monarca del Antiguo Régimen, Napoleón explicó: Ser rey es heredar viejas ideas y genealogías. No quiero descender de nadie.

## Ceremonia

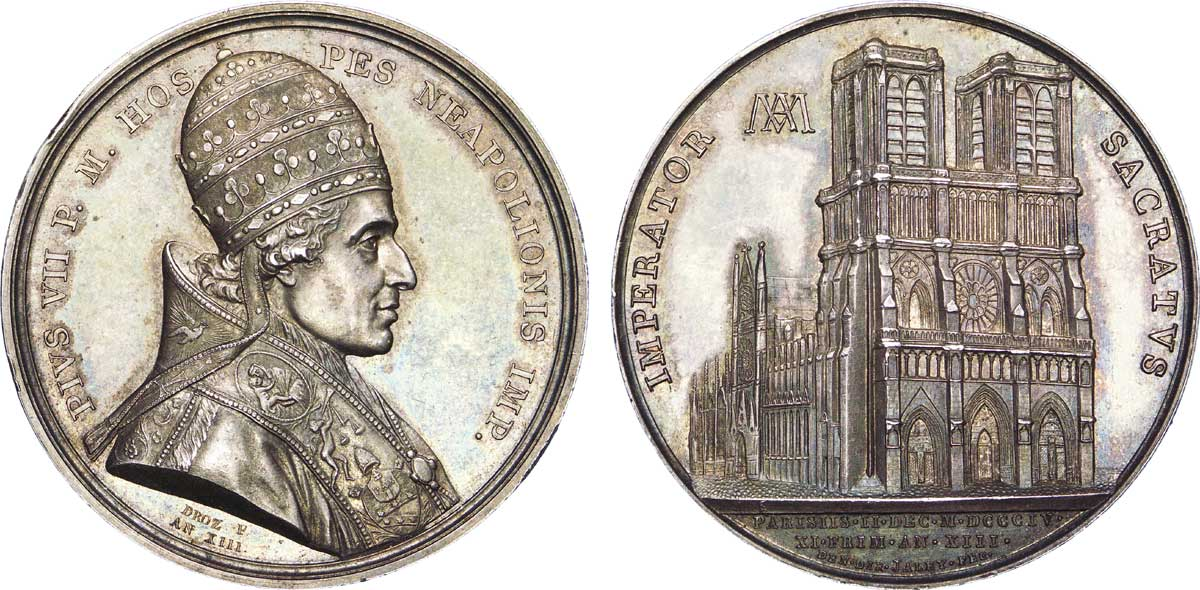
Moneda conmemorativa con la imagen de Pío VII en el anverso y Notre Dame en el reverso. Tenga en cuenta que la fecha en el reverso se da de acuerdo con los calendarios gregoriano y revolucionario francés.

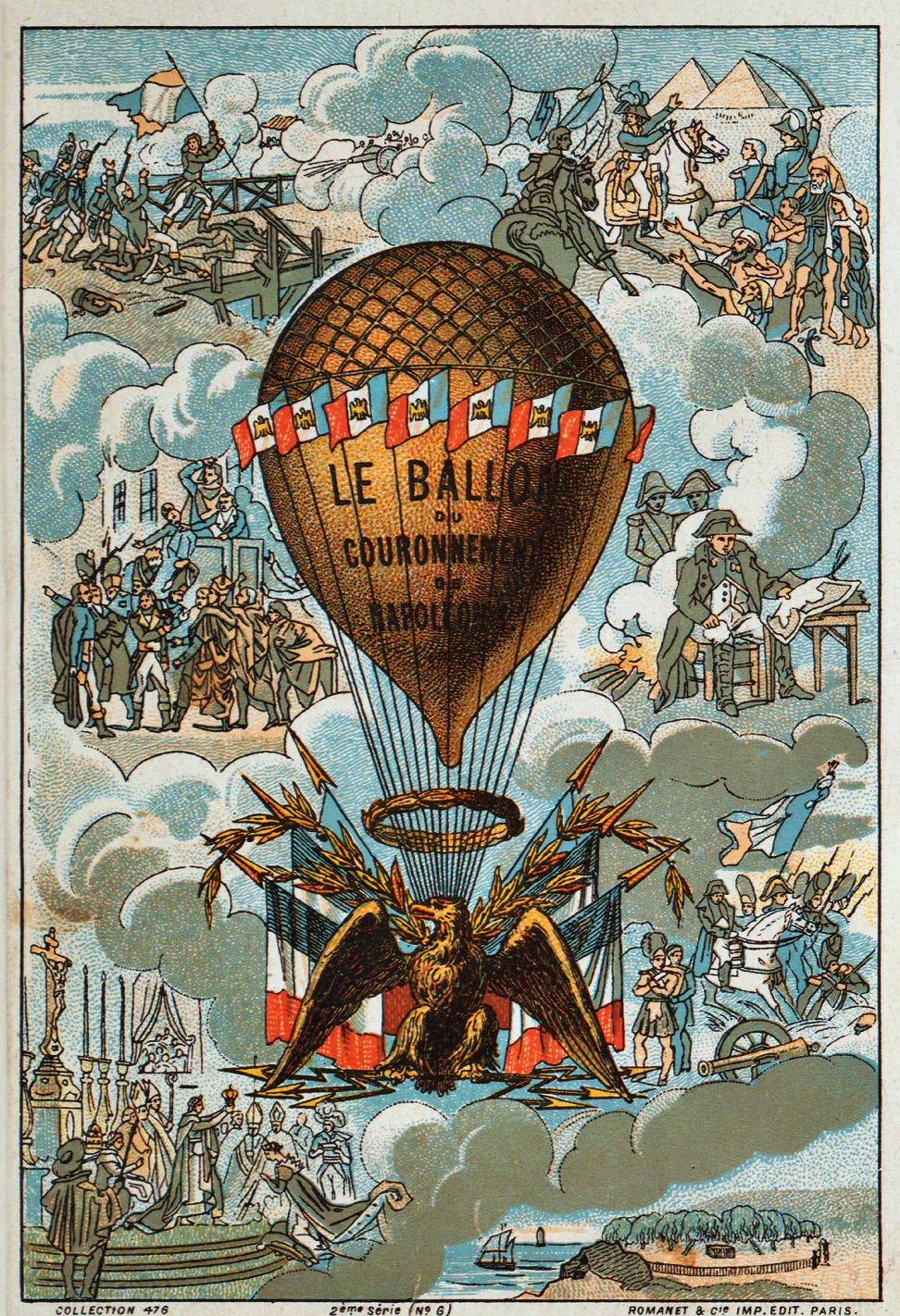
El globo de la coronación

Según Louis Constant Wairy, Napoleón se despertó a las 8:00 con el sonido de un cañonazo y salió de las Tullerías a las 11:00 con un chaleco de terciopelo blanco con bordados de oro y botones de diamantes, una túnica de terciopelo carmesí y un abrigo corto carmesí con forro de raso, una corona de laurel en la frente.: 54  El número de espectadores, según estimaciones de Wairy, era de entre cuatro y cinco mil, muchos de los cuales habían aguantado toda la noche con chaparrones intermitentes que se despejaron por la mañana.: 301 
La ceremonia comenzó a las 9 de la mañana cuando la procesión papal partió de las Tullerías encabezada por un obispo en una mula que sostenía en alto el crucifijo papal. El Papa entró primero en Notre Dame, con el himno Tu es Petrus, y tomó asiento en un trono cerca del altar mayor. El carruaje de Napoleón y Joséphine fue tirado por ocho caballos bayos y escoltado por Grenadiers à Cheval de la Garde Impériale|grenadiers à cheval y Gendarmes d'élite de la Garde Impériale. (El accesorio de ormolu del carruaje fue propiedad durante varios años del conservacionista estadounidense Jim Williams. Se ve varias veces en la película Medianoche en el jardín del bien y del mal.) Las dos partes de la ceremonia se celebraron en distintos extremos de Notre Dame para contrastar sus facetas religiosa y laica. Un globo no tripulado, iluminado con tres mil luces en forma de corona imperial, fue lanzado desde la fachada de Notre Dame durante la celebración.

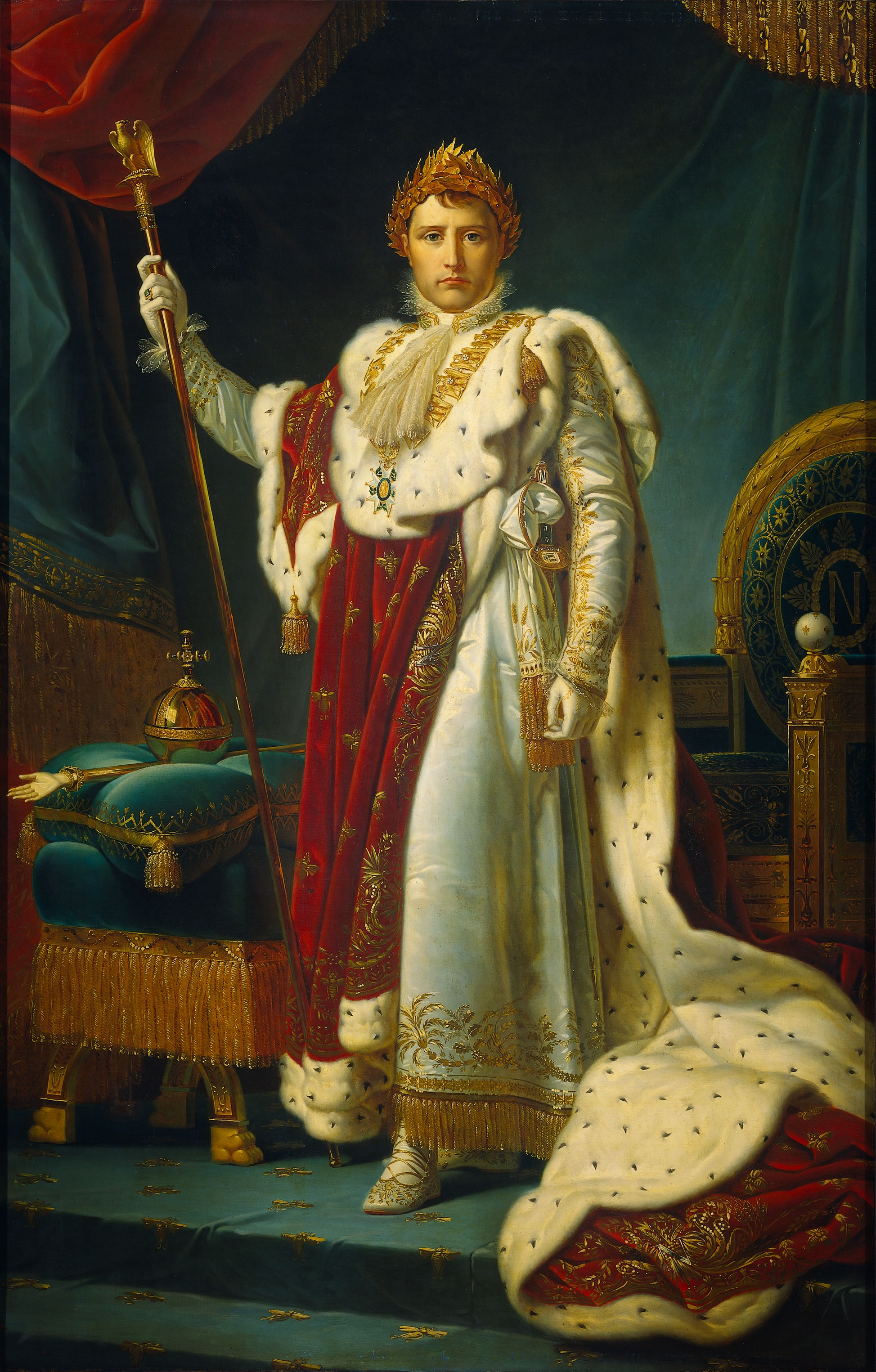
Napoleón con togas de coronación de François Gérard

Antes de entrar en Notre Dame, Napoleón fue revestido con una larga túnica de raso blanco bordada en hilo de oro y Josefina llevó igualmente un vestido de raso blanco estilo imperio bordado en hilo de oro.  Durante la coronación fue vestido formalmente con un pesado manto de coronación de terciopelo carmesí forrado de  armiño; El terciopelo estaba cubierto de abejas doradas bordadas, tomadas de las abejas doradas entre las galas que se habían descubierto en la Tumba de Childeric I, un símbolo que miraba más allá del pasado borbónico y vinculaba a la nueva dinastía con los antiguos merovingios; la abeja sustituyó a la flor de lis en los tapices y prendas imperiales. El manto pesaba al menos ochenta libras y lo sostenían cuatro dignatarios.: 299  Al mismo tiempo, Josefina estaba vestida formalmente con un manto similar de terciopelo carmesí bordado con abejas en hilo de oro y forrado de armiño, que llevaban las tres hermanas de Napoleón. Había dos orquestas con cuatro coros, numerosas bandas militares que tocaban marchas heroicas y más de trescientos músicos.: 302  Un coro de 400 voces interpretó la "Misa" de Paisiello y el "Te Deum". Dado que la corona real tradicional había sido destruida durante la Revolución Francesa, la llamada Corona de Napoleón, de aspecto medieval y denominada "corona de Carlomagno" para la ocasión,: 55  esperaba en el altar. Mientras que la corona era nueva, el cetro tenía fama de haber pertenecido a Carlos V y la espada a Philip III.[cita requerida]

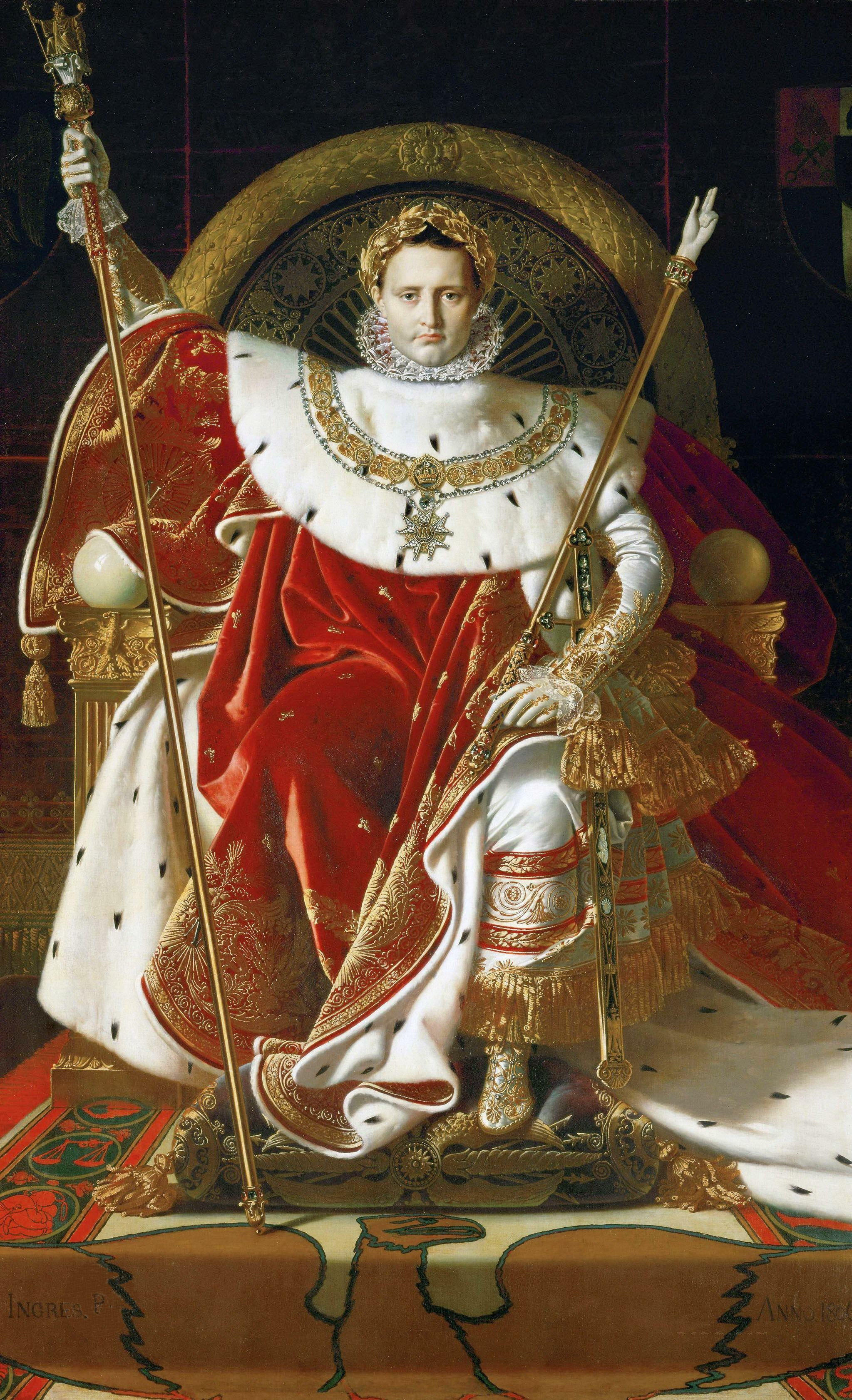
Napoleón entronizado por Jean-Auguste-Dominique Ingres, 1806

La coronación propiamente dicha comenzó con el canto del himno, Veni Creator Spiritus, seguido del versículo, Señor, envía tu Espíritu y la respuesta, Y renueva la faz de la tierra y la colecta de la fiesta de Pentecostés, Dios, que has enseñado los corazones de tus fieles enviándoles la luz de tu Espíritu Santo,...  Después de esto la oración, Dios todopoderoso y eterno, creador de todo...  Durante las Letanías de los Santos, el Emperador y la Emperatriz permanecieron sentados, arrodillándose sólo para las peticiones especiales.  Tanto el Emperador como la Emperatriz fueron ungidos en la cabeza y en ambas manos con crisma -el Emperador con las oraciones: Dios, el Hijo de Dios...  y Dios que estableció a Hazael sobre Siria..., la Emperatriz con la oración, Dios Padre de la gloria eterna... - mientras que la antífona Unxerunt Salomonem Sadoc Sacerdos... ("Sadoc el sacerdote...") se cantó. La misa comenzó a continuación.  A petición de Napoleón, se reza la colecta de la Virgen (como patrona de la catedral) en lugar de la colecta propia del día.  Después de la epístola, se bendijeron individualmente los artículos de la regalia imperial, y entregado al Emperador y a la Emperatriz.
La coronación de Napoleón y Josefina también se diferenció en este aspecto del patrón observado en otros ritos de coronación occidentales: normalmente, en las coronaciones conjuntas de soberano y consorte, primero se unge al soberano, se le inviste con las galas, se le corona y se le entroniza, y sólo entonces se realiza un rito similar pero simplificado de unción, investidura, coronación y entronización de la consorte. Sin embargo, para la Coronación de Napoleón y Josefina, cada uno de esos pasos se realizó de forma conjunta, de manera que Josefina fue ungida inmediatamente después de Napoleón, y cada elemento de las galas le fue entregado inmediatamente después de serle entregado a él, un procedimiento que no encontró precedentes ni en el Pontifical romano ni en el Ceremonial francés.[cita requerida]

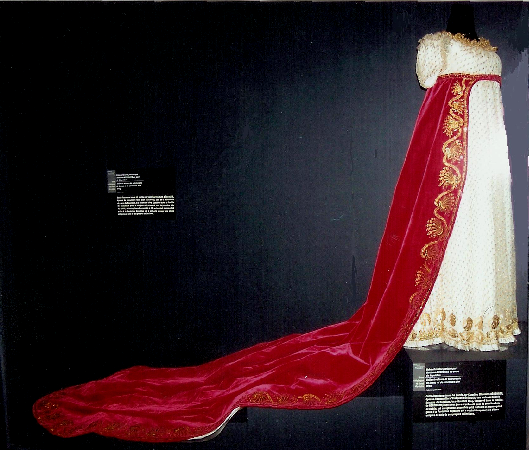
Último vestido de la coronación de Napoleón / Condesa Bérenger, esposa del Conde Jean Bérenger (1767-1850)

Para la coronación, según consta en el procès-verbal oficial de la Coronación la fórmula Coronet vos Deus..., una variación al plural de la fórmula tradicional francesa Coronet te Deus (Dios te corone con una corona de gloria y justicia. ..) -fórmula que también es propia del rito inglés de la Coronación- se utilizó exclusivamente, en lugar de la fórmula romana Accipe coronam... (Recibe la corona...). Esto difiere del uso de las coronaciones reales francesas, en las que ambas fórmulas - la romana Accipe coronam regni... y la anglo-francesa Coronet te Deus... - se recitaban sucesivamente. Mientras el Papa recitaba la fórmula mencionada, Napoleón se giró y se quitó la corona de laurel y se coronó a sí mismo y luego coronó a Josefina arrodillada con una pequeña corona coronada por una cruz, que había colocado primero en su propia cabeza. La fórmula de coronación se varió para utilizar una forma plural (Coronet vos... en lugar de Coronet te...), precisamente porque la Coronación de Josefina siguió inmediatamente después de la asunción de la Corona por Napoleón. En cuanto a la fórmula romana omitida Accipe coronam..., que representaba al monarca recibiendo su corona de la Iglesia, su uso habría chocado con la decisión de Napoleón de coronarse a sí mismo. El historiador J. David Markham, que también dirige la Sociedad Napoleónica Internacional, alegó en su libro Napoleón para tontos que a los detractores de Napoleón les gusta decir que le arrebató la corona al Papa, o que fue un acto de increíble arrogancia, pero ninguna de esas acusaciones se sostiene.[cita requerida]
La explicación más probable es que Napoleón estaba simbolizando que se convertía en emperador por sus propios méritos y por la voluntad del pueblo, y no en nombre de una consagración religiosa. El Papa sabía de este movimiento desde el principio y no tuvo ninguna objeción (no es que hubiera importado)"  El historiador británico Vincent Cronin escribió en su libro Napoleon Bonaparte: An Intimate Biography Napoleón le dijo a Pío que colocaría la corona sobre su propia cabeza. Pío no puso ninguna objeción En la entronización de Napoleón, el Papa dijo: Que Dios te confirme en este trono y que Cristo te dé para gobernar con él en su reino eterno.  Limitado en sus acciones, Pío VII proclamó además la fórmula en latín Vivat imperator in aeternum! ("¡Que el emperador viva para siempre!"), que fue secundada por los coros al completo en un Vivat, seguido del Te Deum.
Una vez terminada la misa, el Papa se retiró a la Sacristía, ya que se opuso a presidir o presenciar el juramento civil que siguió, debido a su contenido. Con las manos sobre la Biblia, Napoleón prestó el juramento: 

Juro mantener la integridad del territorio de la República, respetar y hacer respetar el el Concordato y la libertad religiosa, la igualdad de derechos, la libertad política y civil, la irrevocabilidad de la venta de las tierras nacionales; no recaudar ningún impuesto sino en virtud de la ley; mantener la institución de la Legión de Honor y gobernar en el único interés, felicidad y gloria del pueblo francés.: 245 

El texto fue presentado a Napoleón por el presidente del Senado, el presidente de la Legislatura y el presidente más antiguo del Consejo de Estado. Tras el juramento, el recién nombrado  heraldo de armas proclamó en voz alta El tres veces glorioso y tres veces augusto Emperador Napoleón es coronado y entronizado. Larga vida al Emperador! Durante las aclamaciones del pueblo, Napoleón, rodeado de dignatarios, salió de la catedral mientras el coro cantaba Domine salvum fac imperatorem nostrum Napoleonem-Dios salve a nuestro emperador Napoleón.[cita requerida]
Después de la coronación, el Emperador presentó los estandartes imperiales a cada uno de sus regimientos. Según los recuentos del gobierno, el coste total fue de más de 8,5 millones de francos.
Además de las pinturas de David, se acuñó una medalla conmemorativa con el diseño del reverso de Antoine-Denis Chaudet.  En 2005, Vaughan Hart, Peter Hicks y Joe Robson realizaron una representación digital de la coronación para la exposición "Nelson y Napoleón" en el National Maritime Museum.